# Karsten Bäron
Karsten Bäron (* 24. April 1973 in Berlin) ist ein ehemaliger deutscher Fußballspieler und heutiger Fußballtrainer. Er spielte während seiner aktiven Karriere fast ausschließlich für den Hamburger SV.

## Karriere

### Karriere als Spieler
Mit 28 Treffern in 30 Spielen für den FC Hertha 03 Zehlendorf in der Spielzeit 1991/92 in der drittklassigen NOFV-Amateur-Oberliga rückte Karsten Bäron schon als Jugendlicher in den Blickpunkt der deutschen Profivereine. Der damals 19-Jährige, der zuvor beruflich als Angestellter der Bundesversicherungsanstalt tätig war, wechselte daraufhin zu Beginn der Saison 1992/93 von seinem Berliner Jugendverein zum Hamburger SV. Der HSV bezahlte 40 000 D-Mark für Bäron. Am 26. September 1992 kam er unter Trainer Benno Möhlmann, der gerade ins Amt gekommen war, zu seinem ersten Einsatz in der 1. Fußball-Bundesliga und war dabei einer der besten Spieler der Hamburger. Bäron weckte schnell auch Begehrlichkeiten anderer Vereine: Im Januar 1993 meldete sich der FC Schalke 04, woraufhin HSV-Manager Heribert Bruchhagen den technisch starken und torgefährlichen Stürmer, der von Jürgen Milewski als Berater betreut wurde, für unverkäuflich erklärte. Bärons Marktwert wurde auf mehrere Millionen D-Mark geschätzt. Es folgten 123 Einsätze für den HSV bis zum Jahr 2000. Sein erstes Bundesligator erzielte er am 23. Oktober 1992 bei einer 1:2-Heimniederlage gegen den FC Schalke 04. Insgesamt erzielte Bäron 39 Treffer in der Bundesliga.
Zudem spielte er zwischen 1992 und 1996 für die deutsche U21-Nationalmannschaft. Dabei erzielte er in 16 Spielen drei Tore, jedoch kam er aufgrund seiner langen Verletzung nie zu einem Einsatz in der deutschen A-Fußballnationalmannschaft.
In seiner besten Zeit versuchte Uli Hoeneß, ihn zum FC Bayern München zu holen, wegen eines guten Angebots von Seiten des HSV blieb Bäron jedoch in Hamburg. Im Dezember 1993 wurde ein Eingriff an Bärons linkem Außenmeniskus vorgenommen. Zwischen dem 10. Dezember 1994 und Anfang August 1995 bestritt er wegen eines Knorpelschadens keine Spiele, beging dann in einem Freundschaftsspiel seine Rückkehr. Wenige Wochen später, Ende August 1995, wurde über sein drohendes Laufbahnende berichtet, da sich ein neuer Knorpelschaden gebildet hatte. Er begab sich beim umstrittenen Sportarzt Armin Klümper in Behandlung. Ende November 1995 spielte Bäron erstmals seit Dezember 1994 in der Bundesliga. Durch gute Leistungen wurde er im Frühherbst 1996 als kommender Nationalspieler gehandelt, vom damaligen Bundestrainer Berti Vogts beobachtet und im Oktober 1996 auch ins vorläufige Aufgebot für ein WM-Qualifikationsturnier berufen.
Nach einer langen Verletzungspause von April 1997 bis Dezember 1999 und einer Herzmuskel- sowie Herzbeutel-Entzündung im Mai 1999, aufgrund derer er auf der Intensivstation behandelt wurde, kehrte der Stürmer am 18. Dezember 1999 beim 6:1-Sieg des HSV gegen den MSV Duisburg aufs Spielfeld zurück. Er kam zu weiteren sechs Einsätzen in der erfolgreichen Saison 1999/2000, in der der Hamburger SV mit ihm die Champions-League-Qualifikation erreichte.
Noch im gleichen Jahr musste Bäron nach acht Operationen am Knie endgültig seine Spielerlaufbahn beenden, woraufhin er beim HSV Jugendtrainer wurde.

### „Air Bäron“
Bekannt wurde sein Spitzname „Air Bäron“ durch ein Banner, das der Postzusteller Frank Niemann aus Westbevern, ein treuer HSV-Fan und Erfinder des Spitznamens, auch heute noch – lange nach Bärons Karriereende – in zahlreichen Stadien bei Club- und Länderspielen aufhängt.

### Karriere als Trainer
Am 1. Januar 2006 löste er Joachim Philipkowski als Trainer der Regionalligamannschaft des HSV ab und schaffte mit der Mannschaft den Klassenerhalt in der 3. Liga. Am 18. Dezember 2008 wurden Bäron und sein Co-Trainer Frank Pieper mit sofortiger Wirkung von ihren Aufgaben entbunden, woraufhin das Arbeitsverhältnis im Jahr 2010 einvernehmlich beendet wurde. Die Nachfolge als Trainer trat Rodolfo Cardoso an.

## Erfolge

### Erfolge als Spieler mit dem HSV
- 5. Platz in der Fußball-Bundesliga 1996 und Teilnahme am UEFA-Cup 1996 / 1997
- 3. Platz in der Fußball-Bundesliga 2000 und Qualifikation für die Entscheidungsspiele zur Teilnahme an der Champions League Saison 2000/2001

## Privates
Bäron ist verheiratet und hat zwei Töchter. Bärons Töchter waren Leichtathletinnen beim SC Potsdam.